# Zamboanga Sibugay
7° 50′ 0″ N, 122° 35′ 0″ E / 7.83333°N,122.58333°E

Zamboanga Sibugay (en filipí:Sembwangan S'hibugay) és una província de les Filipines localitzada a la regió de la Península Zamboanga, a l'illa de Mindanao. La seva capital és Ipil i té fronteres amb Zamboanga del Norte (nord), Zamboanga del Sud (est) i la ciutat de Zamboanga (sud-oest)). Al sud hi ha la Badia Sibuguey, al Golf de Moro. Zamboanga Sibugay fou creat el 2001 quan el tercer districte de Zaboanga del Sud fou independitzat d'aquesta província. Zanboanga Sibugay és la 79a província creada a les Filipines.

## Demografia
Segons el cens del 2000, Zamboanga Sibugay tenia 497.239 habitants i una densitat de població de 161 hab/km². És la 29a província segons el nombre d'habitants de les Filipines. La ràtio de creixement de la població és del 2,09% anual.
Les llengües que es parlen majoritàriament a la província són: Subanon, Cebuà, Hiligainon i Chavacano. També es parla Tagàlog, Ilokano i altres llengües ètniques, així com l'anglès.

## Economia
La indústria més important és l'agrícola o agroalimentàries: arròs, molta del blat de moro, aliments processats i artesania del vímet i de mobles de fusta. També hi ha noves indústries: formigó, roba, cera i altres indústries.
Les matèries primeres que es produeixen són arròs, blat de moro, cocos, cautxú, fruites, vegetals, tabac, cafè, cacau i arrels. Hi ha produccions ramaderes de petita escala (bestiar i aus de corral) i també hi ha mines de carbó.

## Geografia
La Província de Zamboanga Sibugay té una superfície de 3228,3 km².

### Política
La província de Zamboanga Sibugay està subdividida en 16 municipalitats:
| - Alicia - Buug - Diplahan - Imelda - Ipil - Kabasalan - Mabuhay - Malangas | - Naga - Olutanga - Payao - Roseller T. Lim - Siay - Talusan - Titay - Tungawan |

Aquestes municipalitats són subdividides en 389 barangays. La província té dos districtes congregassionals.

### Física
La província està situada a 123° 04′ 49″ N i 7° 42′ 14″ E.
Les condicions climàtiques són moderades (clima tipus III). Les pluges anuals varien entre els 1599 mm i els 3500 mm. La temperatura és relativament càlida i constant al llarg de l'any, entre els 22° i els 35 °C.

## Història
Zamboanga Sibugay era una part de la província de Zamboanga del Sud. Ja en els anys 1960 hi va haver intents de separació de les dues províncies, però la nova província fou creada el 22 de febrer del 2001. George Hofer fou el primer governador.

## Transports
- Aeroport d'Ipil. És l'únic aeroport de la província. El 2009 es va fer un projecte per ampliar-lo.[1] La intenció és que serveixi de suport a l'aeroport Internacional de Zamboanga.

### Notícies online
- Daily Zamboanga Times Arxivat 2016-05-12 a Wayback Machine.
- Zamboanga Online News or
- The Official Website of Zamboanga Today Newspaper Arxivat 2008-02-20 a Wayback Machine.